# Johann Christian Hekelius
Johann Christian Hekelius (auch: Heckel, Heckelius, *  7. Februar 1687 in Obersdorf (heute Oberrißdorf) bei Eisleben; † 4. Juli 1746 in Dederstedt) war ein lutherischer Pfarrer und wichtigster Chronist der Weihnachtsflut von 1717.

## Leben und Wirken
Johann Christian Hekelius erhielt seine schulische Ausbildung in Eisleben und Quedlinburg. Im Jahr 1706 kam er zum Studium der Theologie nach Halle, von dort wechselte er am 1. Mai 1709 auf die Universität nach Wittenberg. Dort wurde er von den Professoren Johann Georg Neumann, Gottlieb Wernsdorf d. Ä., Valentin Ernst Löscher und Friedrich Christian Feustking gefördert. Unter dem letzteren verteidigte er 1710 eine Disputation.
Nach seinem Abschluss reiste er am 11. Juli 1710 nach Oldenburg, wo er eine Anstellung als Berater des Kammerrates Petersen hatte. Als er dort ankam, war der Kammerrat aber an einem Sturz vom Pferd verstorben. Durch den Assessor Tammena erhielt er eine Anstellung als Hauslehrer für die Kinder Petersens. 1712 berief ihn der Drost von Jever, Haro Joachim von Closter († 1728), als Pfarrer nach Resterhafe. Er heiratete 1716 und erlebte 1717 die Weihnachtsflut.
Die Kirche und das Pfarrhaus sind auf der Warft errichtet, so dass er die Flut am 25. Dezember 1717 wie auf einer Insel erlebte. Ebenso, als die Sturmflut vom 25./26. Februar 1718 das Land erneut unter Wasser setzte. Hekelius verfasste daraufhin ein Chronik der Fluten. Bereits am 7. September 1718 ging er mit Zustimmung von Closter auf Reisen, um über die Fluten zu predigen und Spenden zu sammeln. Er hielt seine Bußpredigten in vielen Städten bis nach Leipzig und Dresden. Am 8. Juli 1719 kehrte er nach Ostfriesland zurück. 1720 starb seine Frau und 1723 wurde Hekelius nach Dederstedt im Mansfeldischen berufen. 1726 wurde er Dekan. Er starb dort 1746.
In Ostfriesland blieb er bekannt durch seine Spendensammlung nach den Sturmfluten sowie seinen detaillierten Bericht über die Folgen der Flut an der Küsten von Holland und Deutschland, insbesondere seiner Heimat Dornum. Als Quellen dienten ihm das eigene Erleben sowie andere zeitgenössische Augenzeugenberichte.

### Familie
Er heiratete am 6. Mai 1716 Anna Elisabeth Eberhardine Funck (* um 1699; † 20. Mai 1720), eine Tochter des Auricher Predigers Christian Funck. Das Paar hatte einen Sohn.
Am  8. Juni 1723 heiratete er Juliane Dorothee Schilling, verwitwete Friedrich, eine Tochter des Pastors von Dederstedt und  Hedersleben. Das Paar hatte mehrere Kinder:
- Magdalena Concordia (* 1727)
- Johann Christian (* 1730)
- Friedrich Andreas (* 1732)
- Agnese Cordula (* 1734)
- Sophia Juliane Elisabeth (* 1737)
- David Wilhelm Joachim (* 1739)

## Werke
- De Philippismo henoticorum. Disputation. Wittenberg 1710 (Digitalisat).
- Schmertzliche Klage Welche Herrn Bernhard Petersen Cammer-Raths/ wie auch Krieges-Commissarii in denen Graffschafften Oldenburg und Delmenhorst. [1710] (Digitalisat).
- Ausführliche und ordentliche Beschreibung derer beyden erschrecklichen und fast nie erhörten Wasserfluthen in Ost-Friesland und denen meistens an der Nord-See gelegenen schönen Ländern, davon die erste den 25. Dezember 1717 und die andere den 25. Febr. 1718 obernannte Länder überschwemmet hat. Nebst Christian Funckens, Lubec. Pastor. Senior. zu Aurich historischem Bericht von der Allerheiligen-Fluth 1570. Halle 1719 (Digitalisat).